# Bothriechis aurifer
Bothriechis aurifer là một loài rắn trong họ Rắn lục. Loài này được Salvin mô tả khoa học đầu tiên năm 1860.

## Hình ảnh

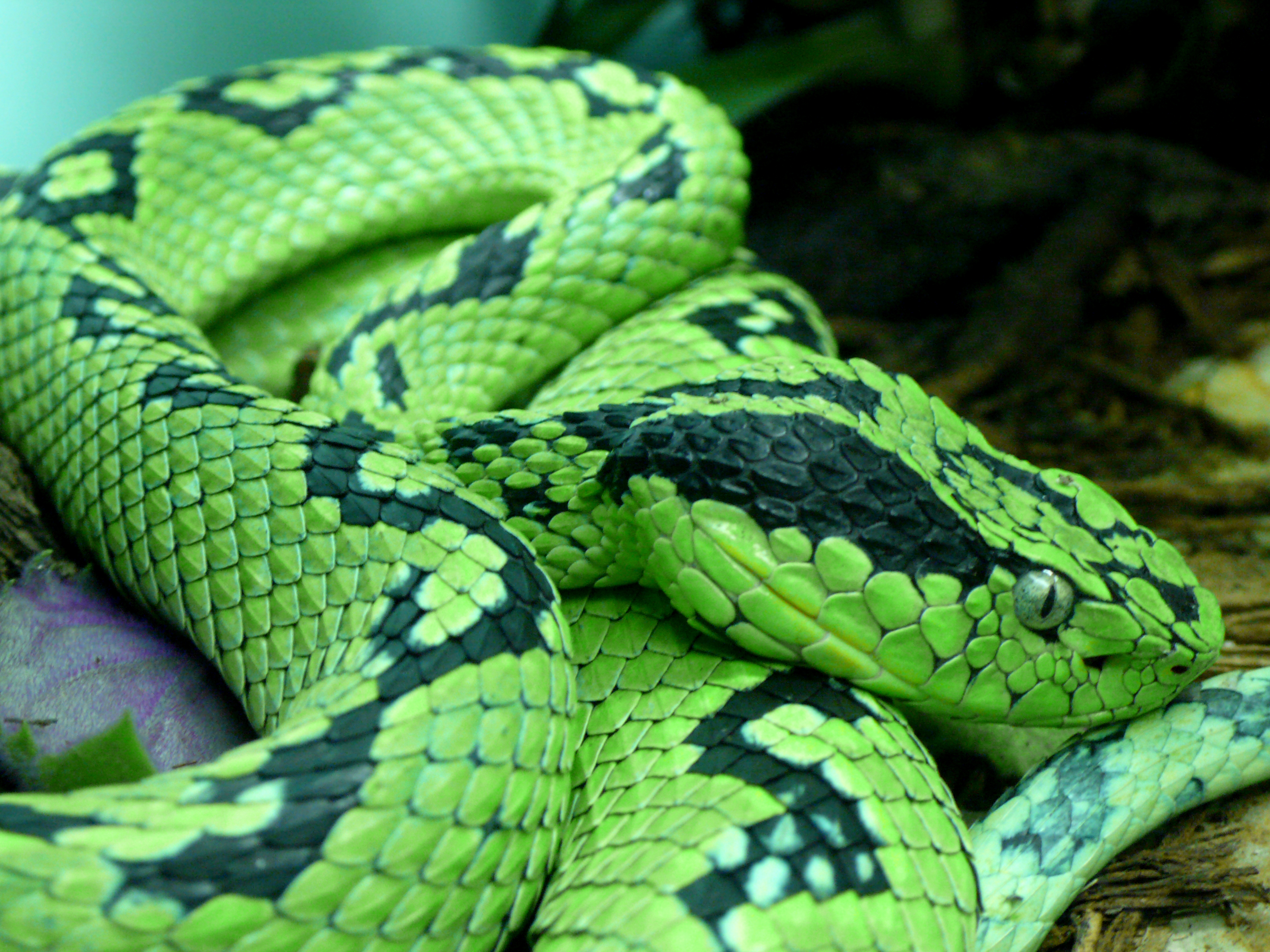
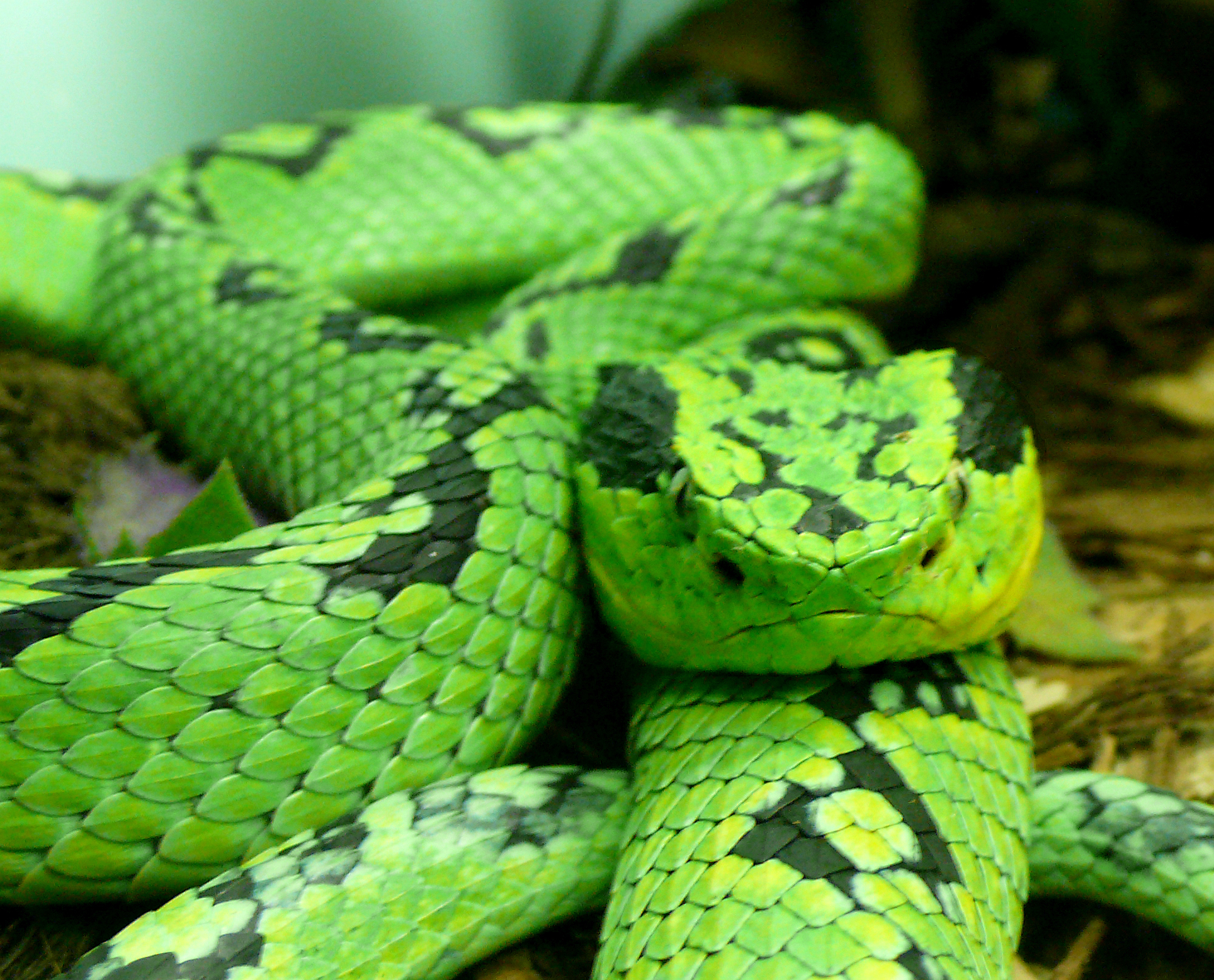
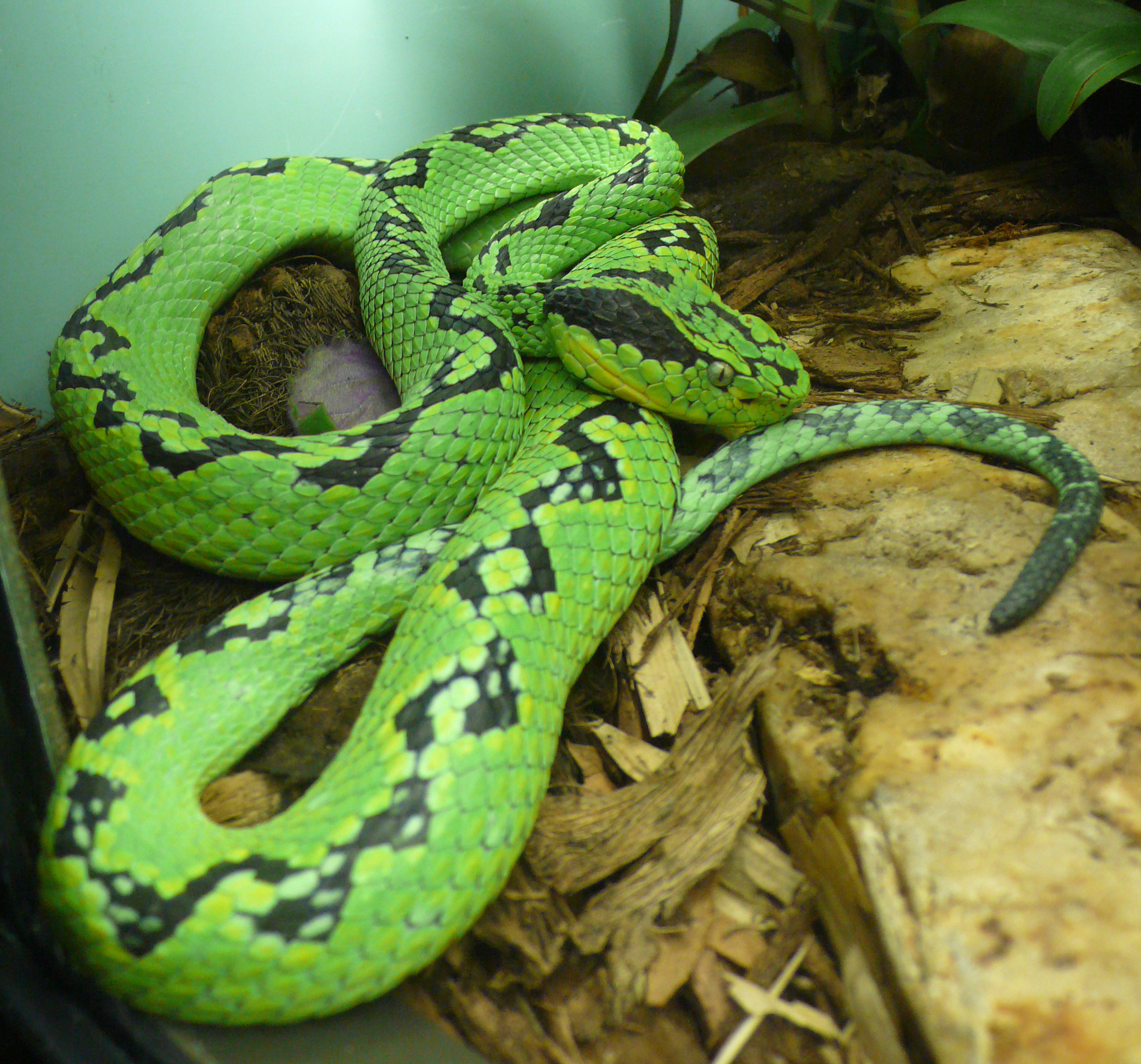
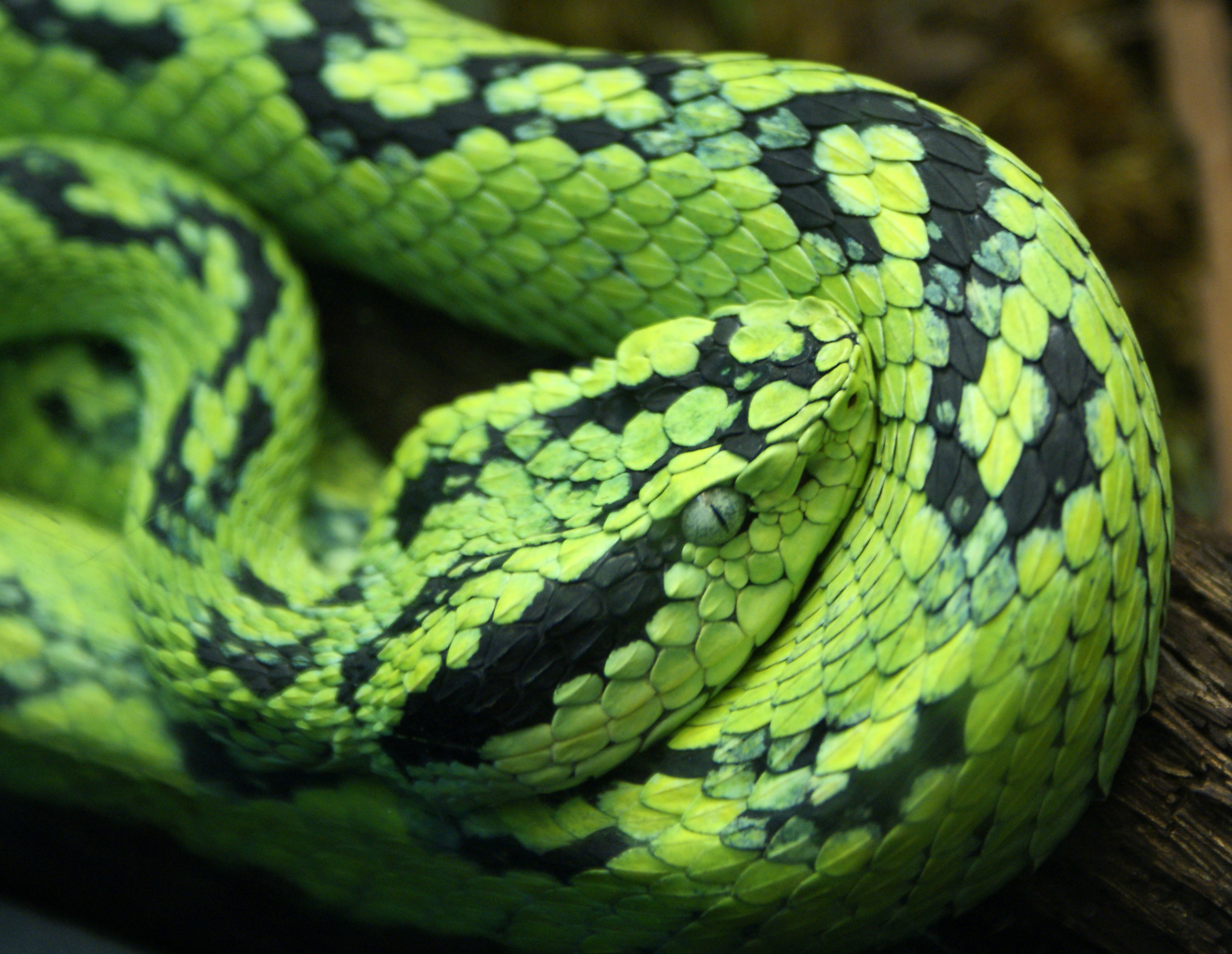